# Steve Gregg
Steven Garrett "Steve" Gregg, född 3 november 1955 i  Wilmington, Delaware, död 11 september 2024, var en amerikansk simmare.
Gregg blev olympisk silvermedaljör på 200 meter fjäril vid sommarspelen 1976 i Montréal.